# تنزرت (تينزرت)
تنزرت هي إحدى مشيخات المملكة المغربية، تتبع جغرافيا لإقليم تارودانت وإداريًا لتينزرت. يقدر عدد سكانها بـ 5505 نسمة حسب الإحصاء الرسمي للسكان والسكنى لسنة 2004.